# Piptarthron crassisporum
Piptarthron crassisporum är en svampart som beskrevs av A.W. Ramaley 1995. Piptarthron crassisporum ingår i släktet Piptarthron och familjen Planistromellaceae.   Inga underarter finns listade i Catalogue of Life.